# Un thé bien fort et trois tasses
Un thé bien fort et trois tasses (Antes do Baile Verde) est un recueil de nouvelles de Lygia Fagundes Telles publié en 1970.

## Résumé
Ce recueil contient les nouvelles suivantes :
1. Un thé bien fort et trois tasses
2. Le Jardin sauvage
3. Le Choix
4. Le Garçon au saxophone
5. Seulement un saxophone
6. Les Perles
7. Minuit juste à Shangaï
8. Avant le bal vert
9. Le Petit Garçon
10. Helga
11. Noël dans la barque
12. Viens voir le coucher du soleil
13. J'étais muet et seul
14. La Fenêtre
15. La Chasse
16. La Clef
17. Vert lézard jaune[1].